# 多連装ロケット砲

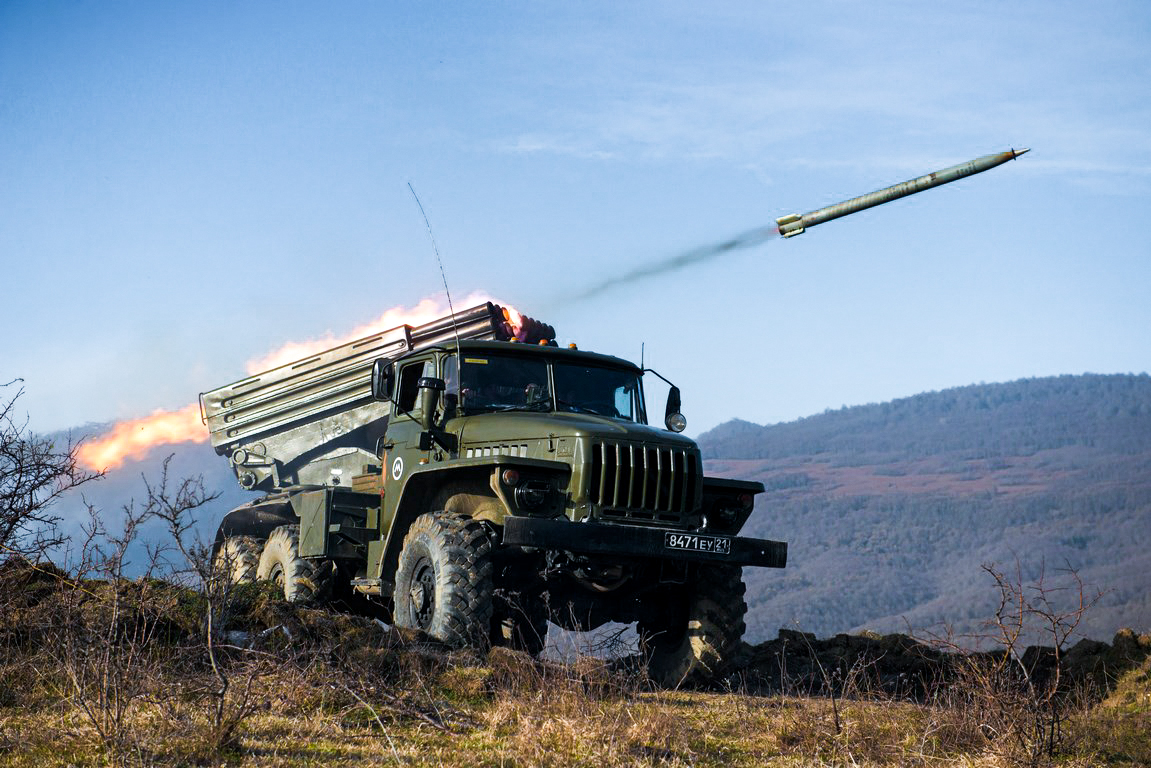
ロシア陸軍のBM-21

多連装ロケット砲（たれんそうロケットほう）は、複数のロケット弾を一斉発射することを目的としたロケット砲である。多連装ロケットランチャーや多連装ロケット弾発射機、放射砲などとも表現される。英語では multiple rocket launcher（マルチプルロケットランチャー）, MRL あるいは multiple launch rocket system（マルチプルランチロケットシステム）、MLRSなどと表現される。 
個々の命中精度が通常の大砲に比べて低くなる傾向にあるロケット弾を、同時に多数発射することで効果的に運用しようという思想の兵器である。

## 歴史

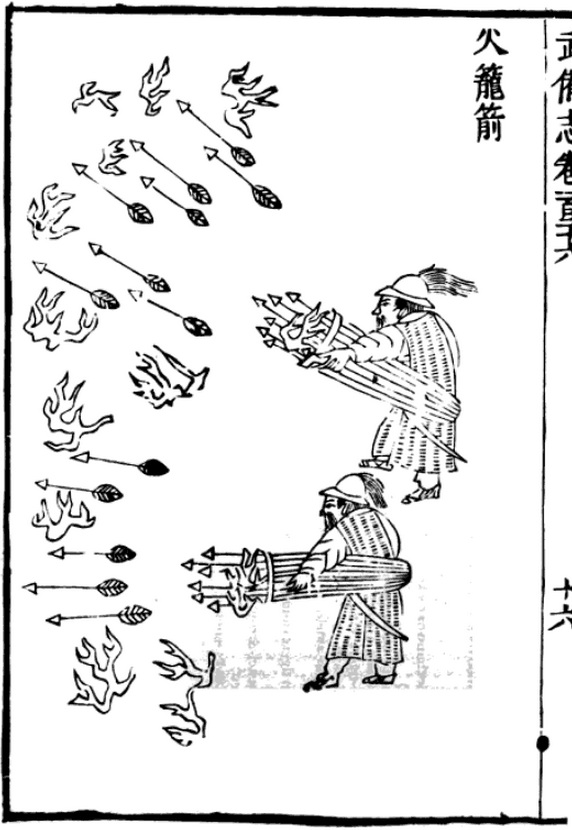
武経総要の多連装発射装置

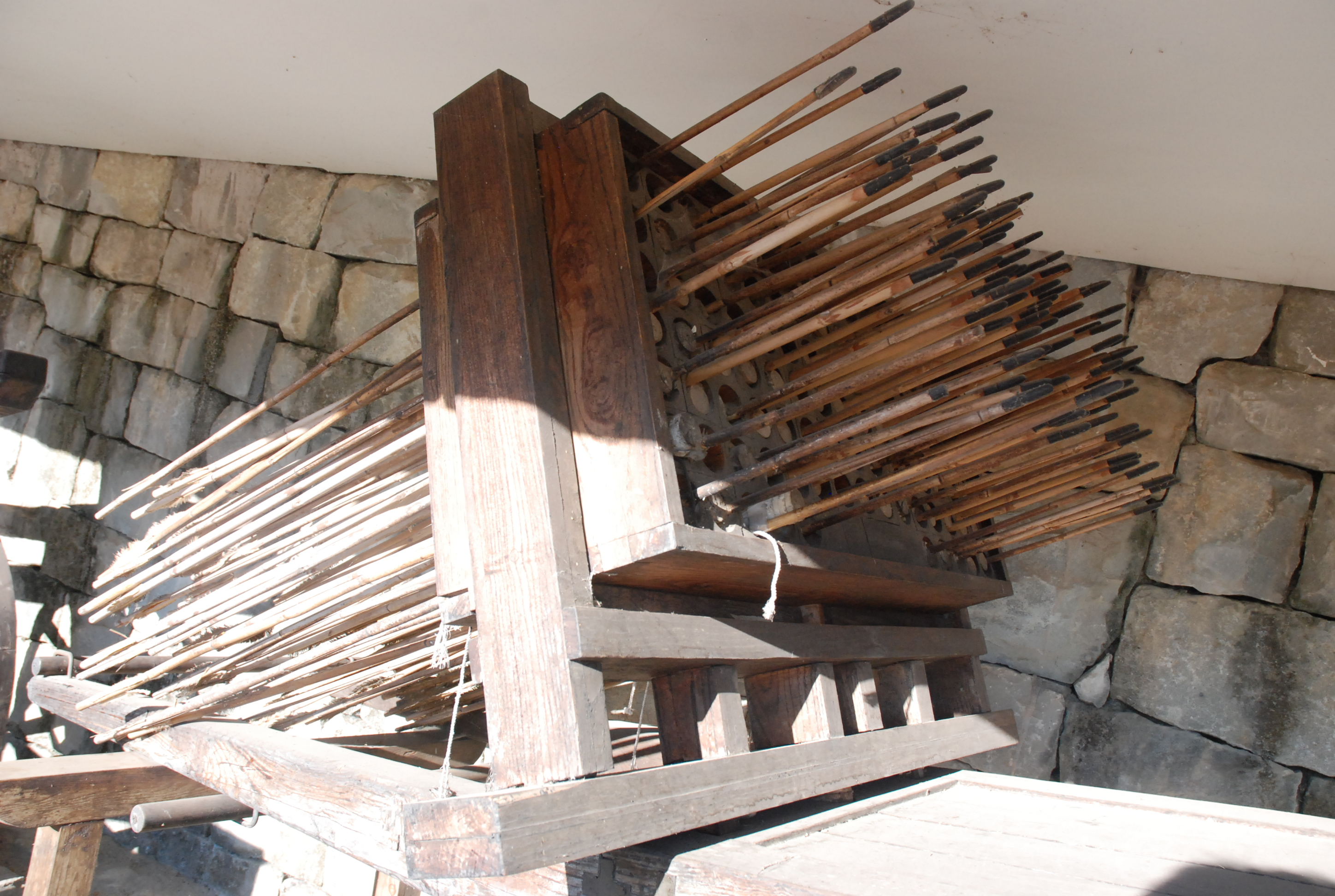
朝鮮の火車の一部である神機箭。

歴史上、最初の多連装発射兵器が使用されたのは中国の宋の時代である。これは複数の火矢を一斉発射する装置であった。李氏朝鮮時代の朝鮮においても同様の兵器である火車が文禄・慶長の役の幸州山城の戦いにおいて効果をあげたとされる。
第二次世界大戦において実用化された、最初の（そして最も著名な）現代的な多連装ロケット砲はカチューシャである。これは当時のソ連赤軍によって開発された、軍用トラックの後部に発射レールを並べたシンプルな構造のもので、友好国への輸出も行われた。
アメリカ軍ではT34 カリオペが開発された。これはM4中戦車の砲塔上にパイプ状のロケット弾発射機を複数配置したもので、発射機の角度変更は主砲の俯仰角に連動する構造となっていた。
ドイツ国防軍ではネーベルヴェルファーと呼ばれる多連装ロケット砲を開発した。これは6本あるいは5本のパイプ状の発射機を持ち、37mmPak36対戦車砲と同等の牽引用架台に載せられた比較的コンパクトなものであった。後に、10本のパイプ状発射機を車載型とした自走砲型のパンツァーヴェルファーも開発された。
第二次大戦後、ソ連や中国から友好国・勢力への輸出が盛んに行われた。特に中国製の63式107mmロケット砲は世界で最も拡散している多連装ロケット砲の1つとされる。
現代においても多連装ロケット砲は、すでに混乱しているもしくは統率の取れていない敵部隊の士気を劇的に低下させる効果のある兵器として、評価されている。また、敵に対してより強固な掩体壕や防護陣地を敷設する負担を掛けさせることもできるほか、発射するロケット弾に誘導装置などを搭載し、精密射撃（地対地、地対艦など）を行う装備もある。
紛争地帯などでは民兵が武装車両（テクニカル）に搭載している例も見られる。

## 多連装ロケット砲の例

### 第二次世界大戦

#### ソ連

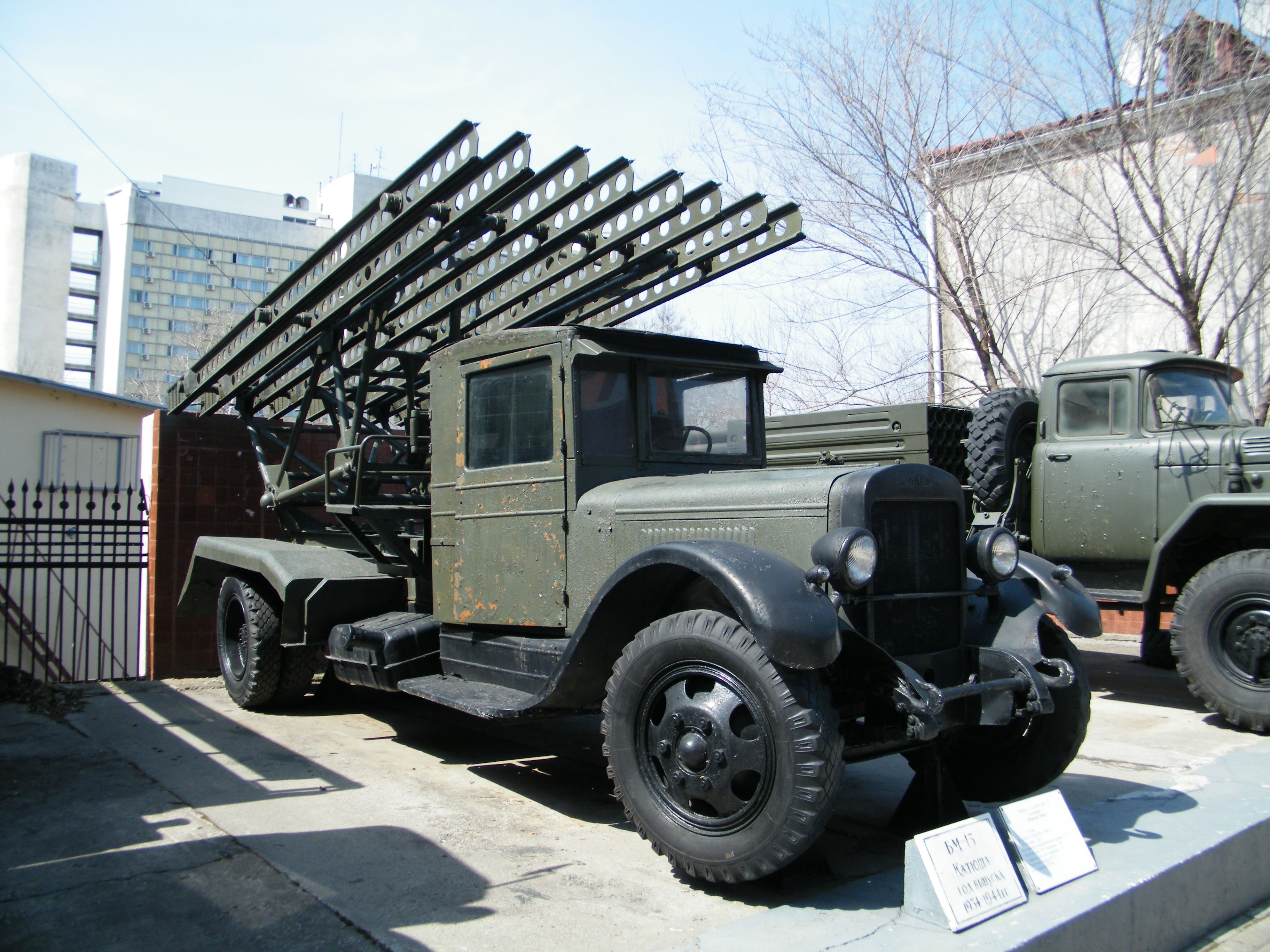
BM-13-16 "カチューシャ"

- BM-8／BM-13 "カチューシャ" シリーズ
  - BM-8 - 8連装、16連装、24連装、36連装、48連装 など
  - BM-13 - 16連装、24連装 など
  - BM-31 - 8連装、12連装 など

#### ドイツ
- ネーベルヴェルファー

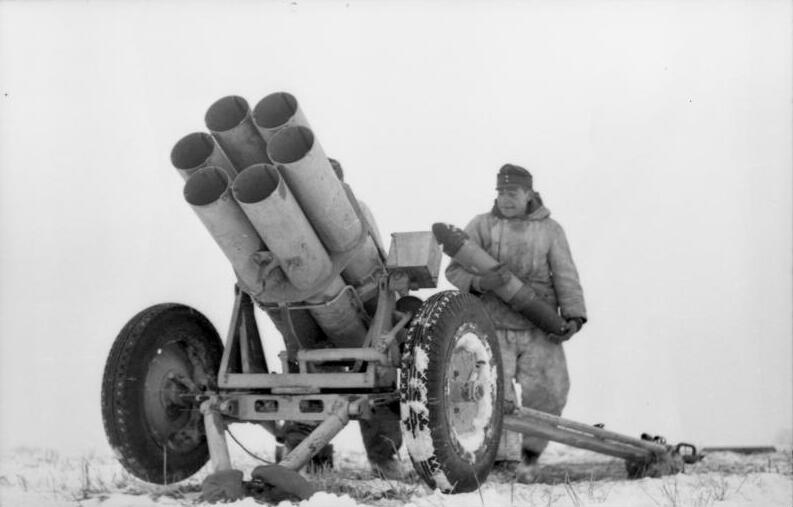
15cm ネーベルヴェルファー41型

  - 15cm ネーベルヴェルファー41型（英語版） - 6連装
  - 28/32cm ネーベルヴェルファー41型（英語版） - 6連装
  - 21cm ネーベルヴェルファー42型（英語版） - 5連装
  - 30cm ネーベルヴェルファー42型 - 6連装
- パンツァーヴェルファー -  10連装
- ヴルフラーメン40 - 4連装、6連装

#### アメリカ

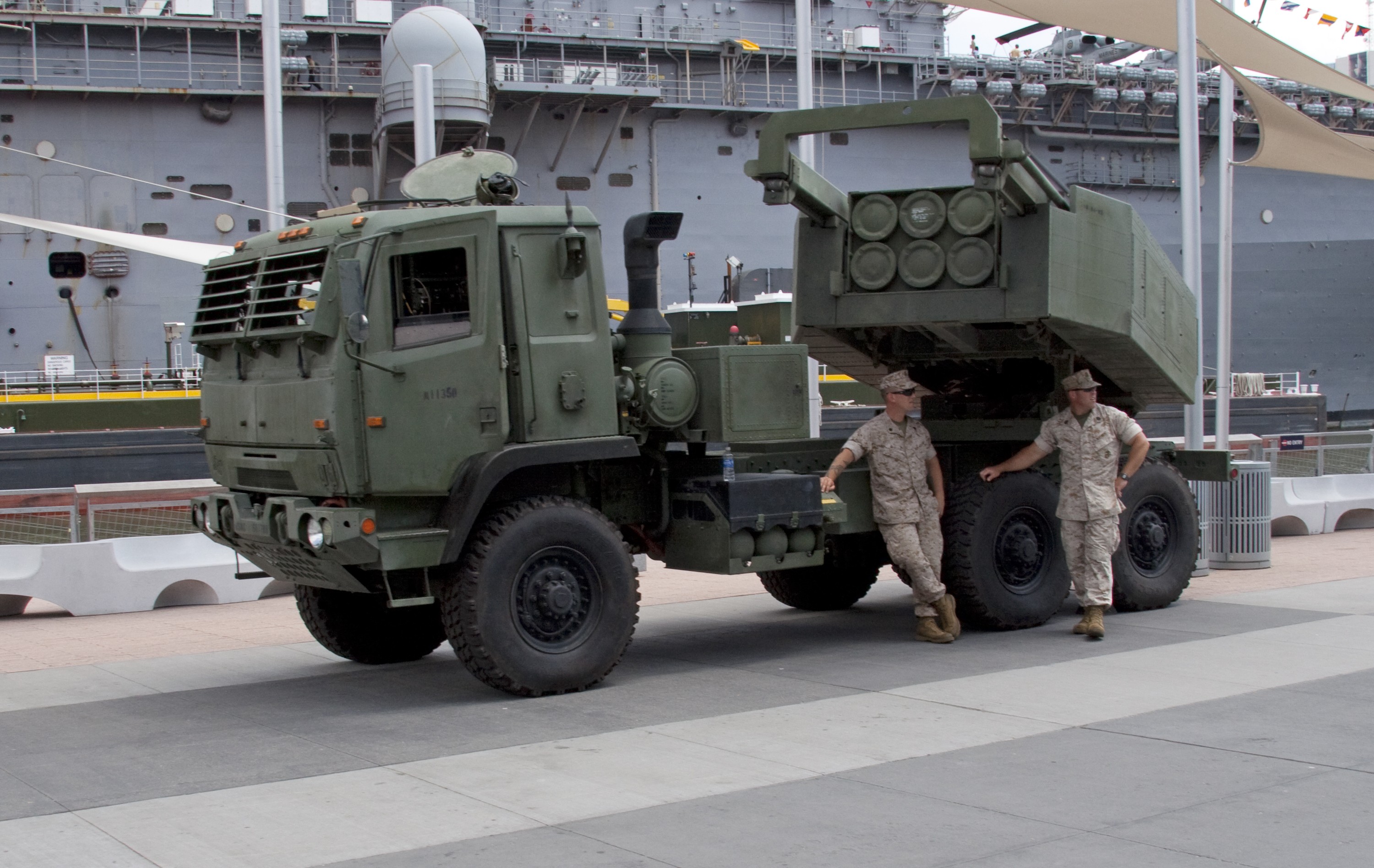
M142 HIMARS

- M8 4.5インチロケット弾用
  - T27 多連装発射機 - 8連装

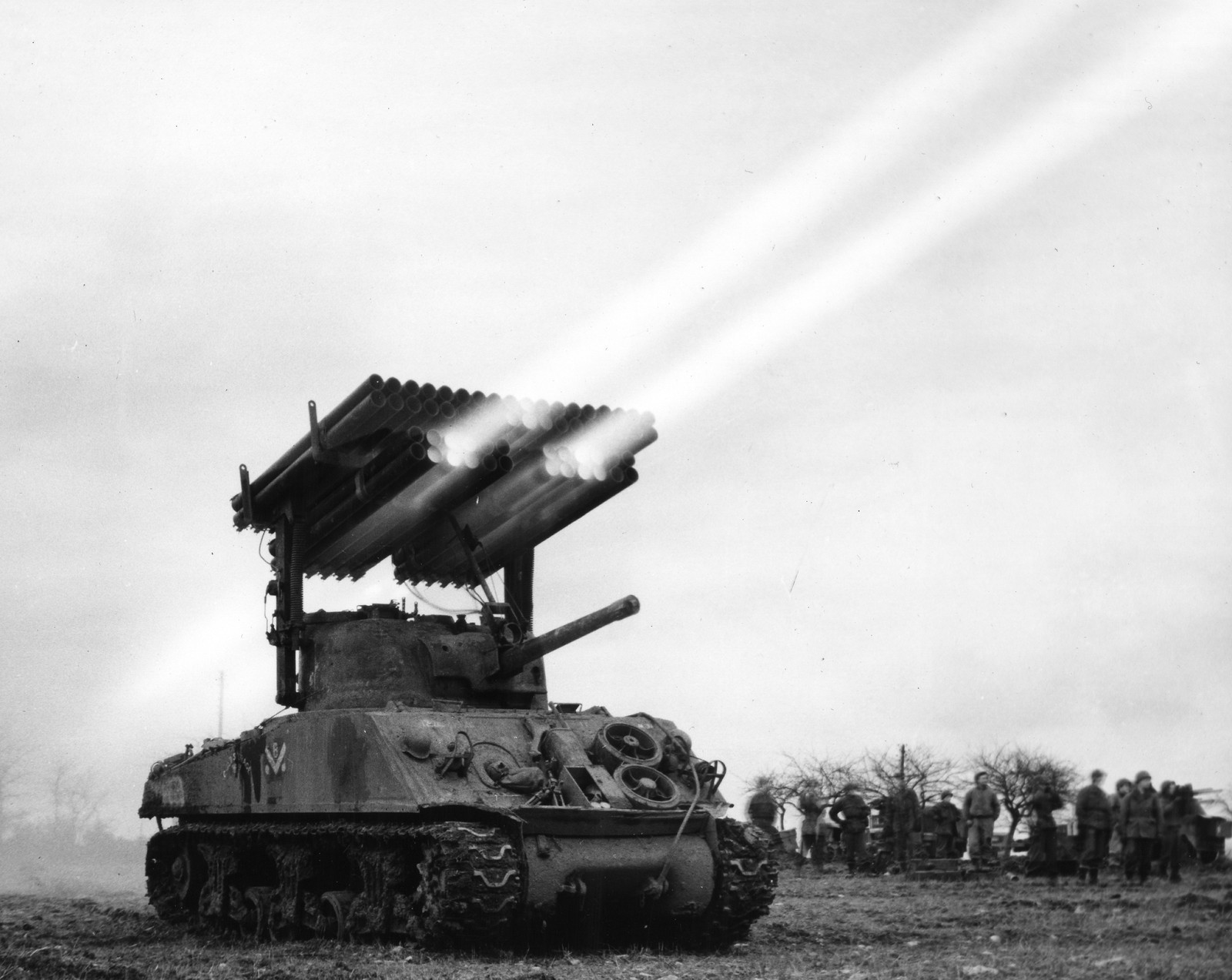
T34 カリオペ ロケットランチャー

  - T34 カリオペ 多連装発射機 - 60連装
  - T44 多連装発射機 - 120連装
  - T45 多連装発射機 - 28連装
  - スコーピオン 多連装発射機 - 144連装
- M16 4.5インチロケット弾用
  - T66 多連装発射機 - 24連装
- 7.2インチロケット弾用
  - M17 多連装発射機 - 20連装
  - T40/M17 多連装発射機 M4シャーマン搭載型 - 20連装

#### イギリス

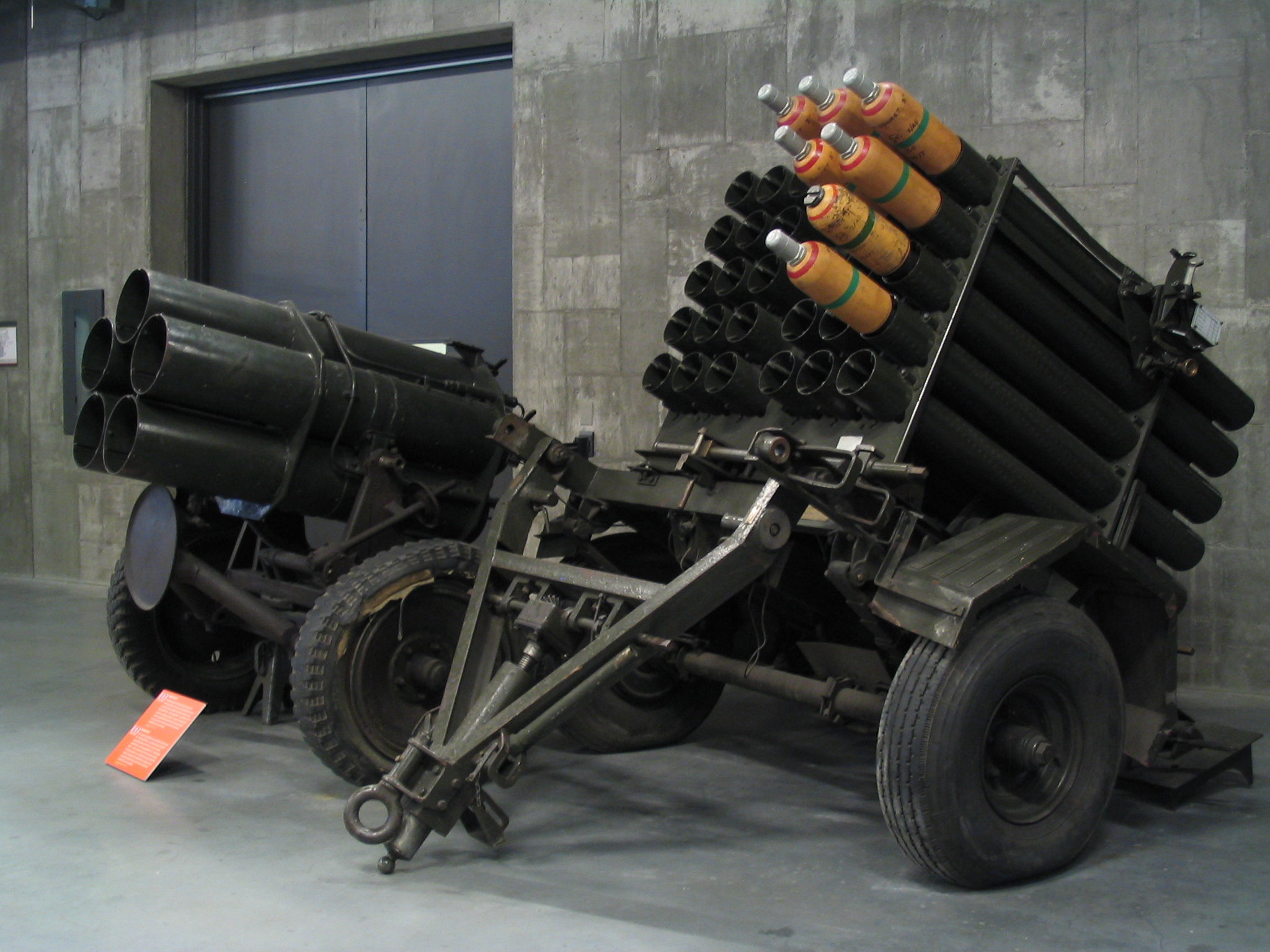
ランドマットレス (手前側)
21cm ネーベルヴェルファー42型 (奥側、ドイツ製)

- 2インチ　対空ロケット発射機　MK.2 - 10連装
- 3インチ　対空ロケット発射器
  - 3インチ　対空ロケット発射器　No.2 Mark.1 - 4連装
  - 3インチ　対空ロケット発射器　No.4 Mark.1 / Mark.2 - 9連装
  - 3インチ　対空ロケット発射器　No.6 Mark.1 - 20連装
- ランドマットレス（英語版） - 32連装

#### 日本
- 試製十五糎多連装噴進砲 - 20連装
- 十二糎二八連装噴進砲 - 28連装

### 戦後・現用

#### アメリカ
- M270 MLRS - 12連装
- M142 HIMARS - 6連装
- GMARS - 8連装(予定)

#### イスラエル
- MAR-240 - 36連装
- MAR-290 - 4連装

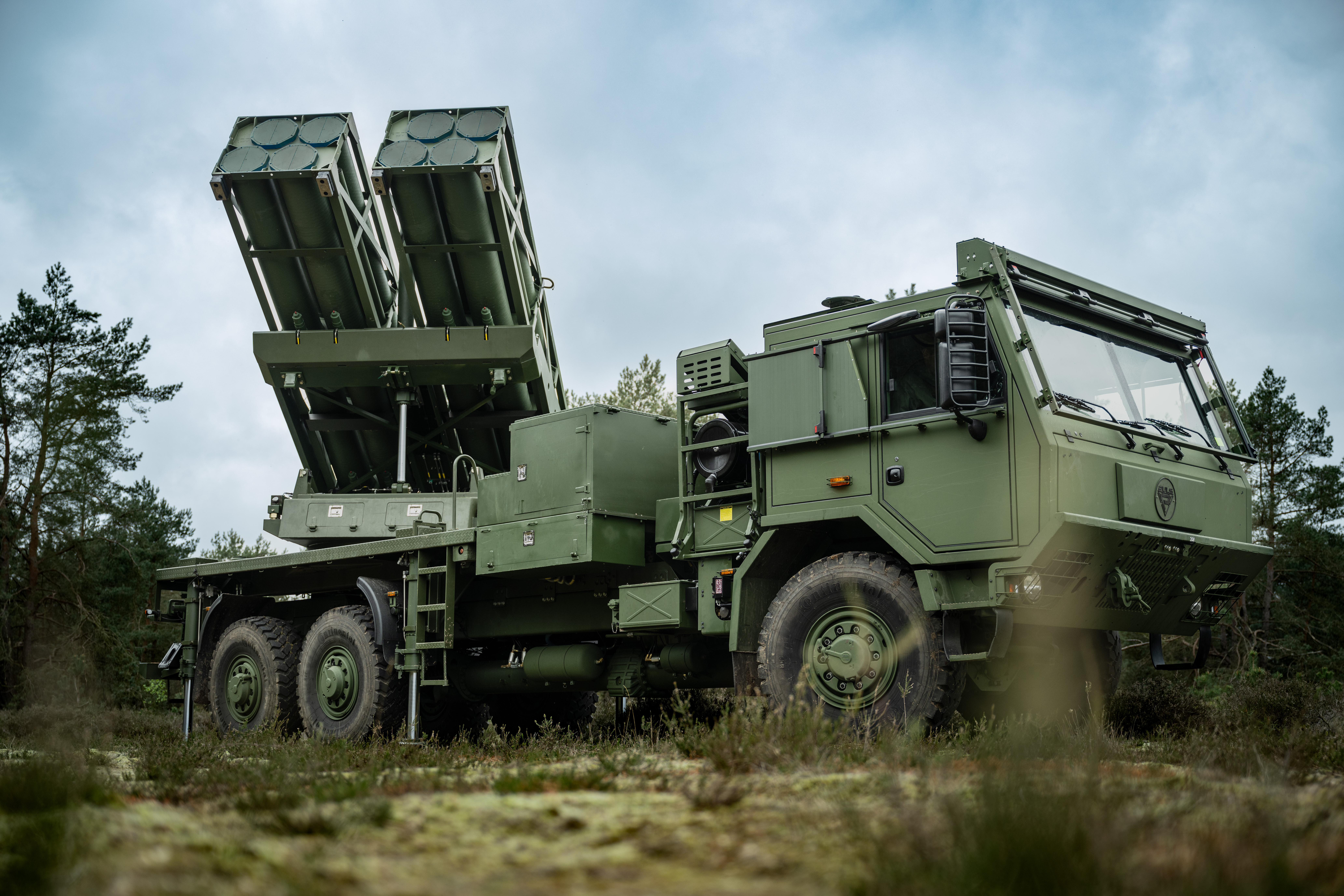
PULS（オランダ陸軍採用モデル）

- LYNX - 装輪式の多連装ロケット弾発射システム。
  - GRADLAR - 40連装
  - LAR-160 - 26連装、36連装
  - ACCULAR
    - ACCULAR-160 - 20連装
    - ACCULAR-122 - 40連装

  - EXTRA - 8連装
  - プレデターホーク - 4連装

#### ウクライナ
- バスティオン-03 - 16連装

#### 韓国
- K-136 - 36連装
- K-239 - 12連装

#### 北朝鮮
- KN-09-8連装
- M1991 240mm自走ロケット砲 - 22連装のかなり大型の240mmロケット砲を搭載。
- M1993 122mm自走ロケット砲-不明
- M1985 240mm自走ロケット砲-不明
- M1985 122mm自走ロケット砲-不明
- KN-25 - 5連装または4連装.。装軌式は6連装発射機を搭載している。
- 300mm多連装ロケット砲- 12連装
- KN-15 - KN-09（英語版）の改良型。-8連装
- 新型240mm多連装ロケット砲　- 22連装

#### 台灣

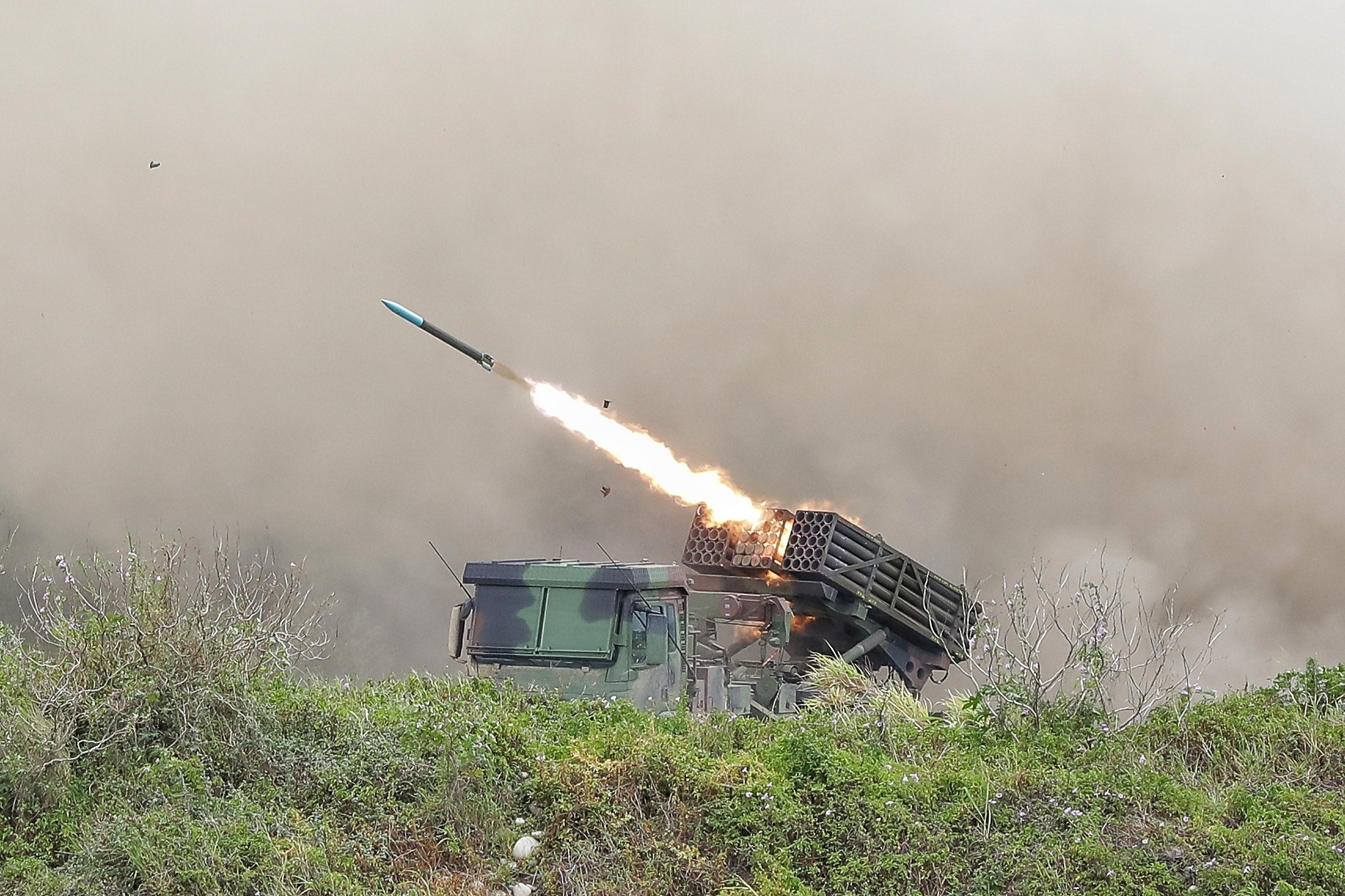
雷霆2000 MK-15モジュール

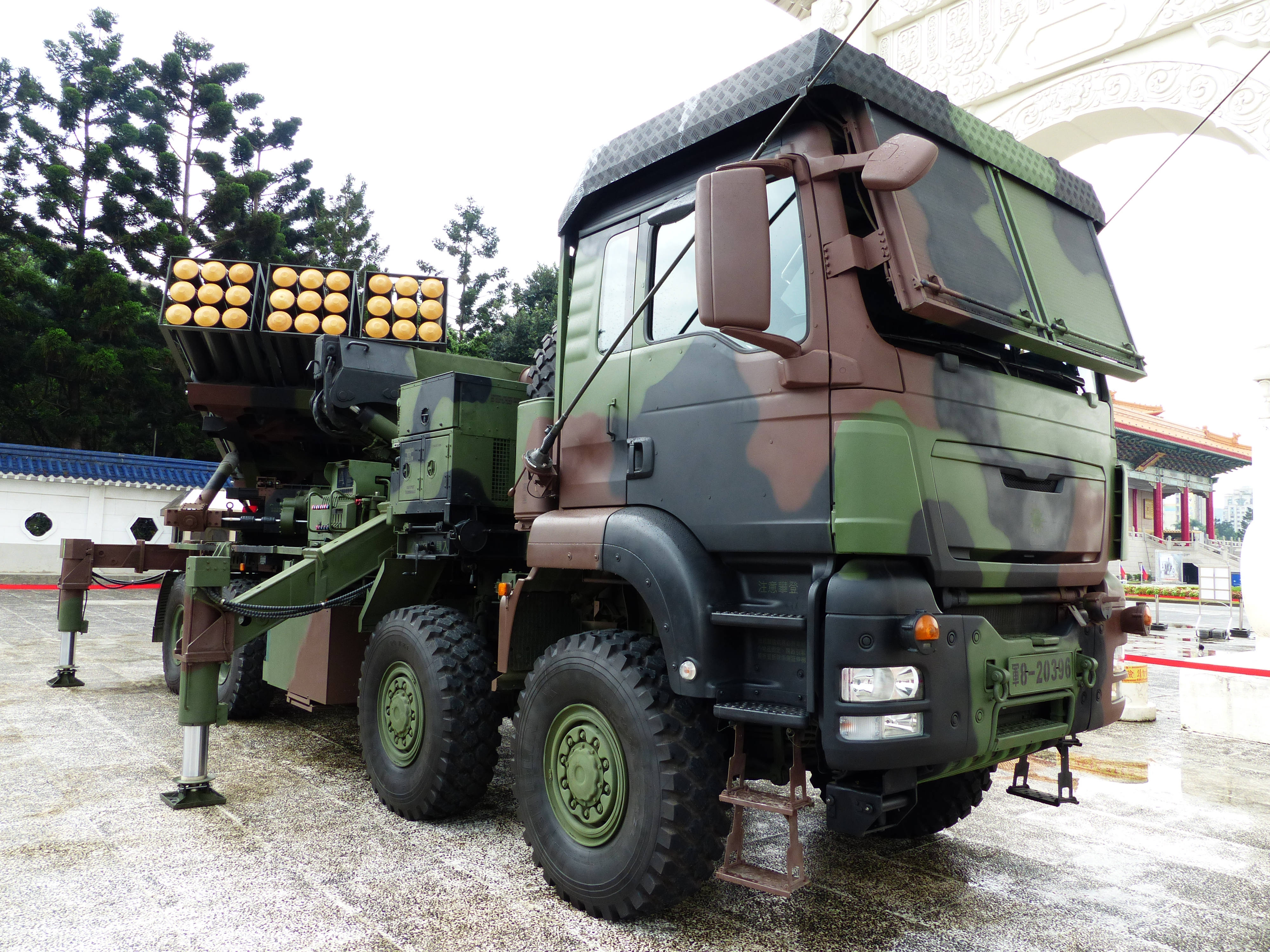
雷霆2000 MK-30モジュール

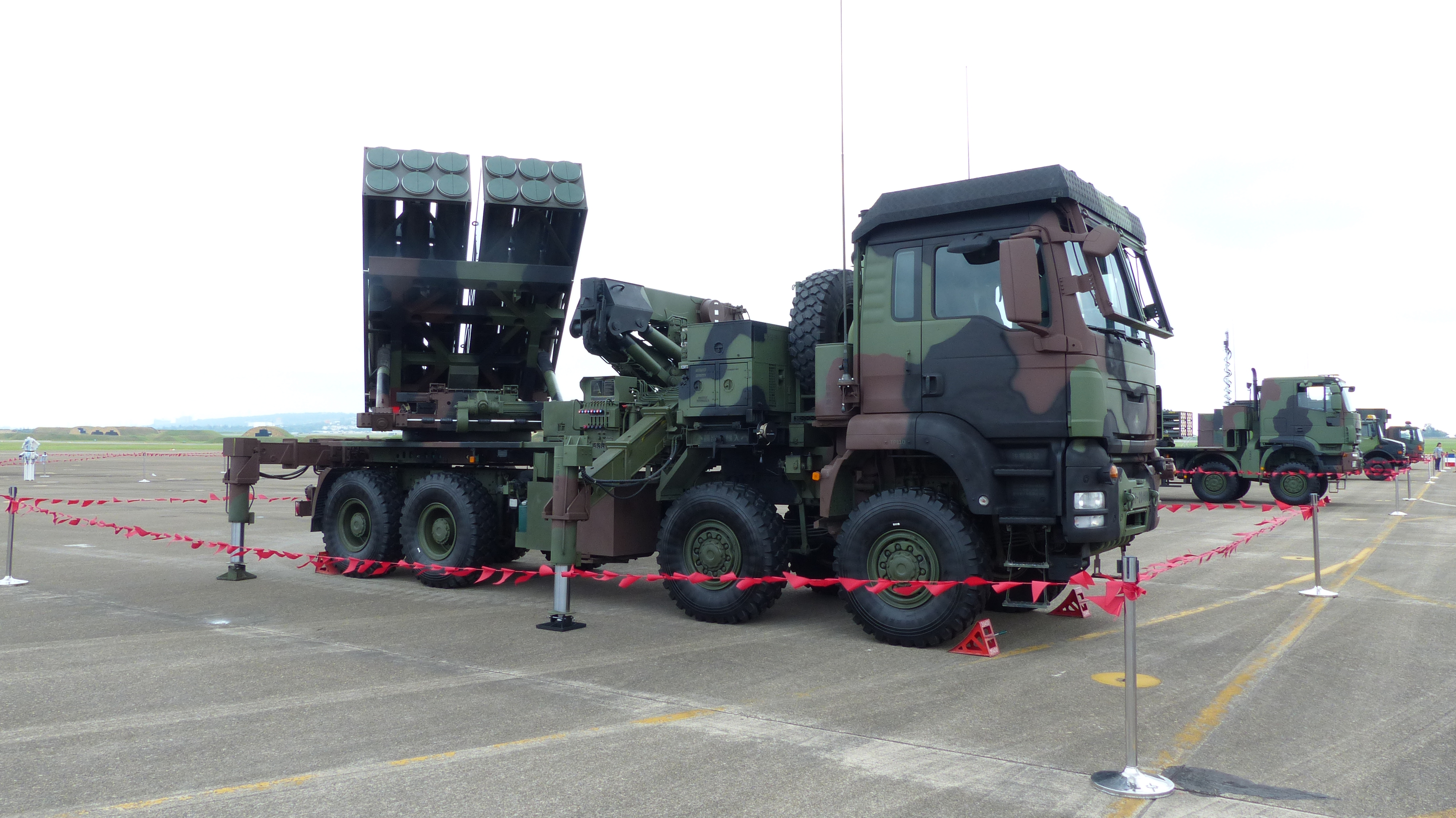
雷霆2000 MK-45モジュール

- Kung Feng 4（工蜂4型）-40連装
- Kung Feng 6（工蜂6型）-45連装
- Thunderbolt-2000（雷霆2000）

MK-15モジュール- 60連装
口径：117mm
長さ：1.9m
重量：42kg
最大射程：15km
弾頭：6.4mm 子弾×6400個
MK-30モジュール- 27連装
口径：182mm
長さ：3.9m
重量：186kg
最大射程：30km
弾頭：8mm 子弾×18300個またM77 DPICM 子弾×267個
MK-45モジュール- 12連装
口径：230mm
長さ：4.21m
重量：305kg
最大射程：45km
弾頭：8mm 子弾×25000個またM77 DPICM 子弾×518個

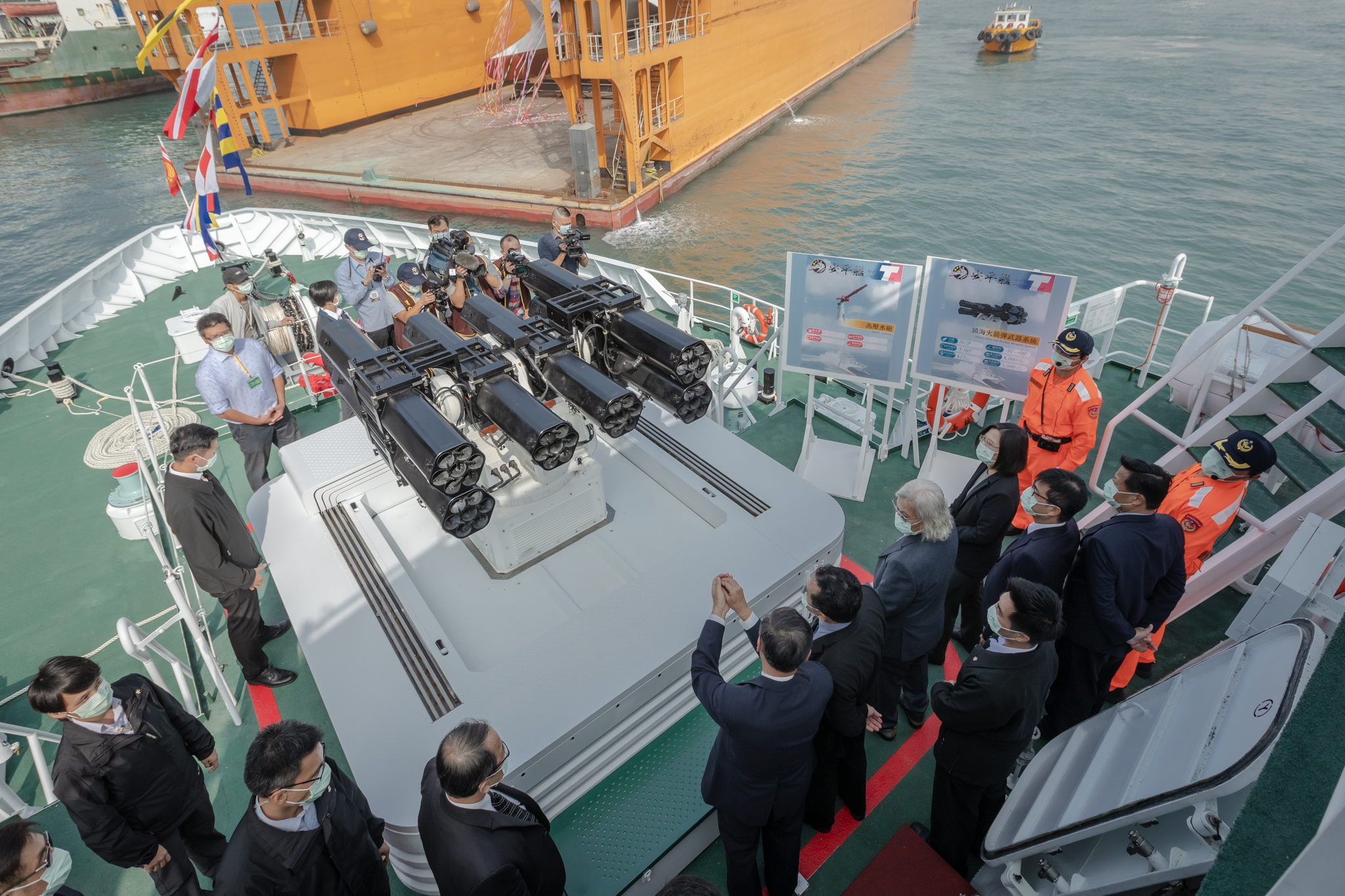
海巡署600トン級巡防救難艦艦載「鎮海火箭彈系統」

- Zhen hai（鎮海火箭彈系統）- 42連装(艦載)

口径：70mm (ハイドラ70ロケット弾)
射程：5000-10000m

#### チェコスロバキア
- RM-70 - 40連装

#### 中国
- 63式107mmロケット砲 - 12連装

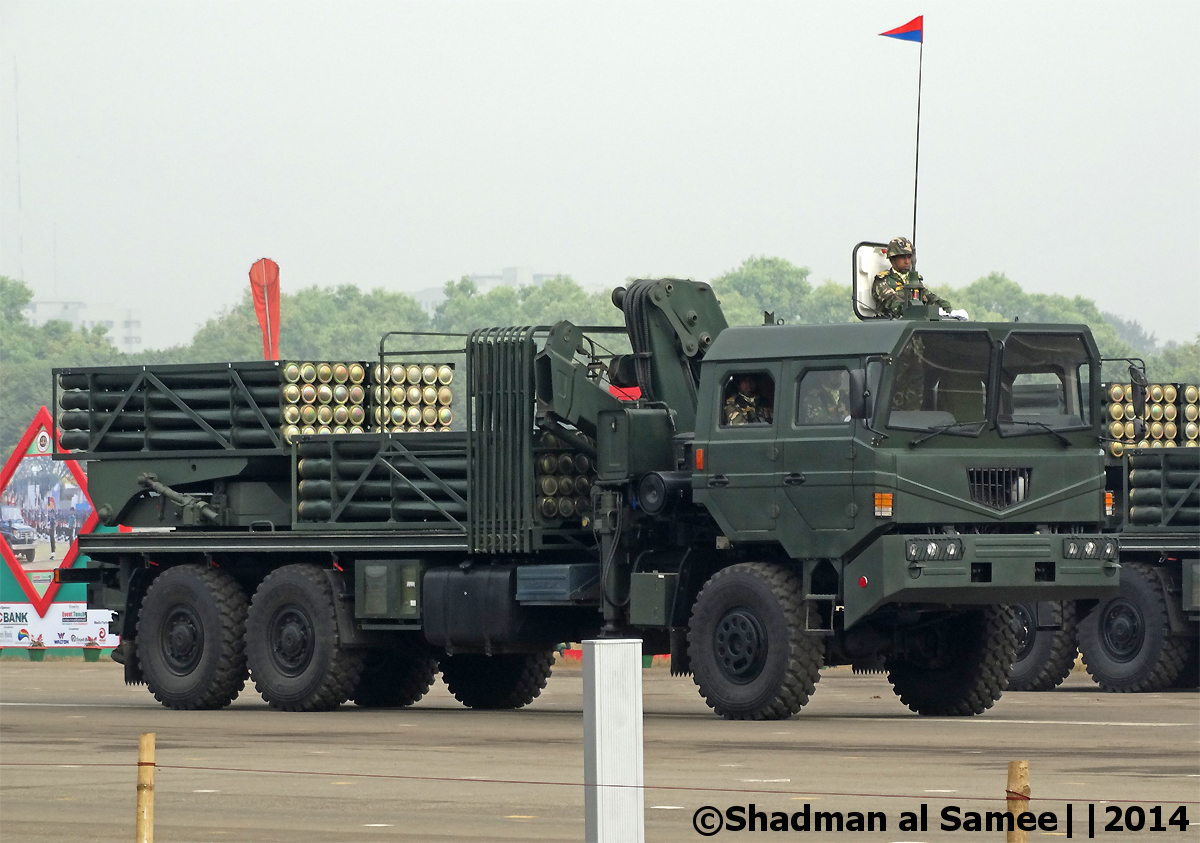
WS-22（バングラデシュ陸軍採用モデル）

- 70式130mm自走ロケット砲 - 19連装
- 81式122mm自走ロケット砲 - 40連装
- 90式多連装ロケット砲 - 40連装
- 96式300mm多連装自走ロケット砲 - 10連装
- 03式300mm自走ロケット砲 - 12連装
- 11式122mm自走ロケット砲 - 40連装
- WM-80 273mm多連装ロケットシステム - 8連装

#### ブラジル

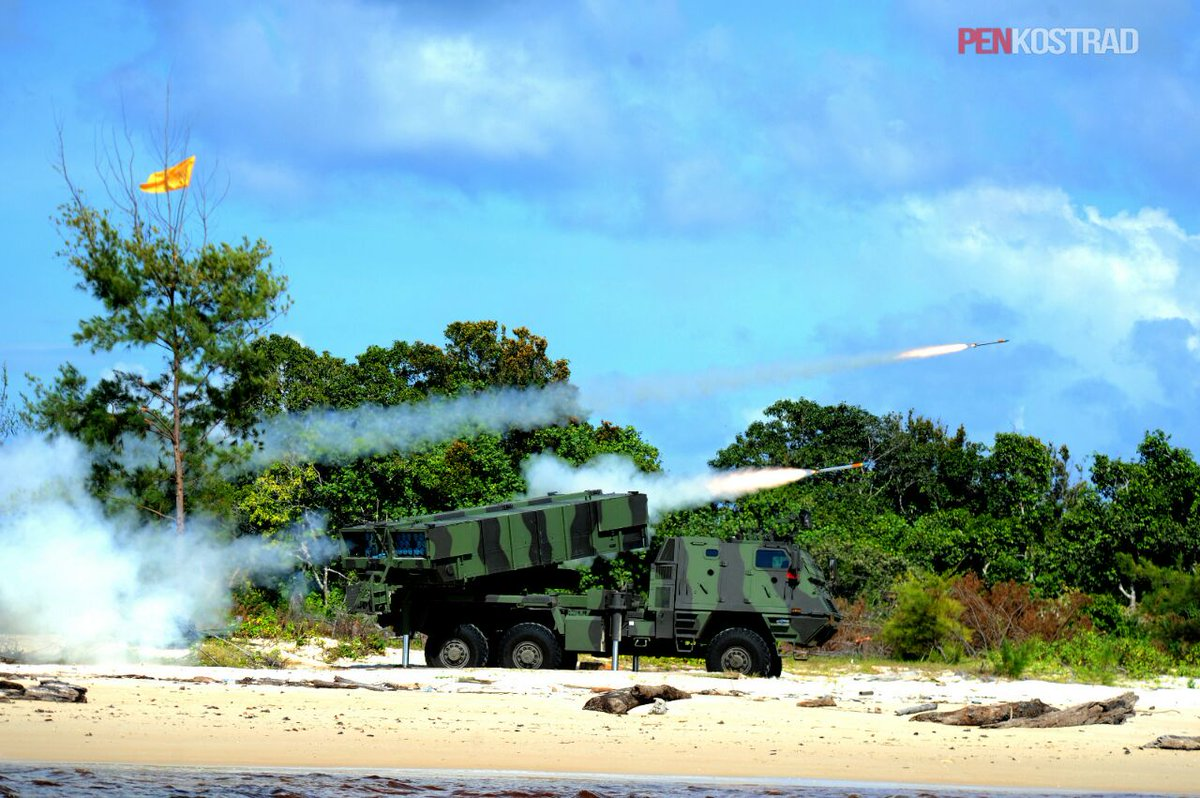
ASTROS（インドネシア陸軍採用モデル）

- ASTROS - 4連装、16連装、32連装

#### ポーランド

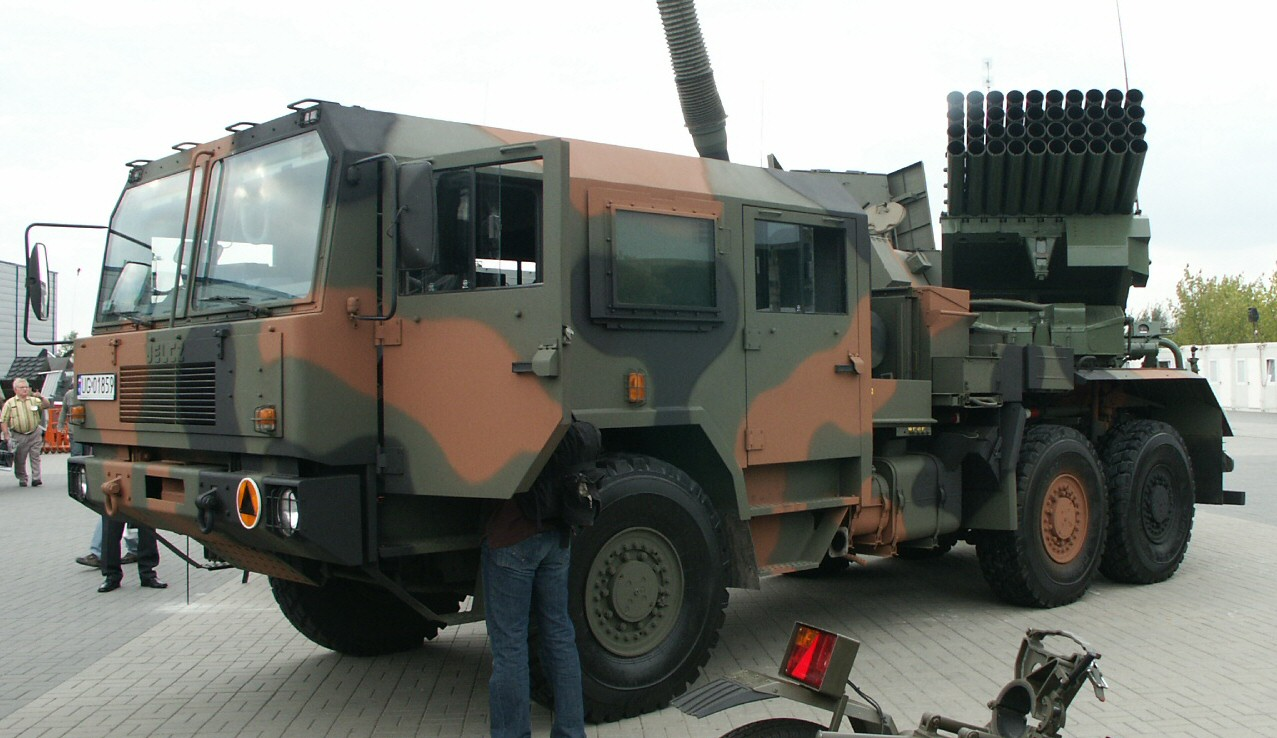
WR-40 Langusta

- WR-40 Langusta（ポーランド語版） - 40連装

#### 南アフリカ
- ヴァルキリー 自走ロケット弾発射機 - 12連装、24連装、40連装

#### ルーマニア

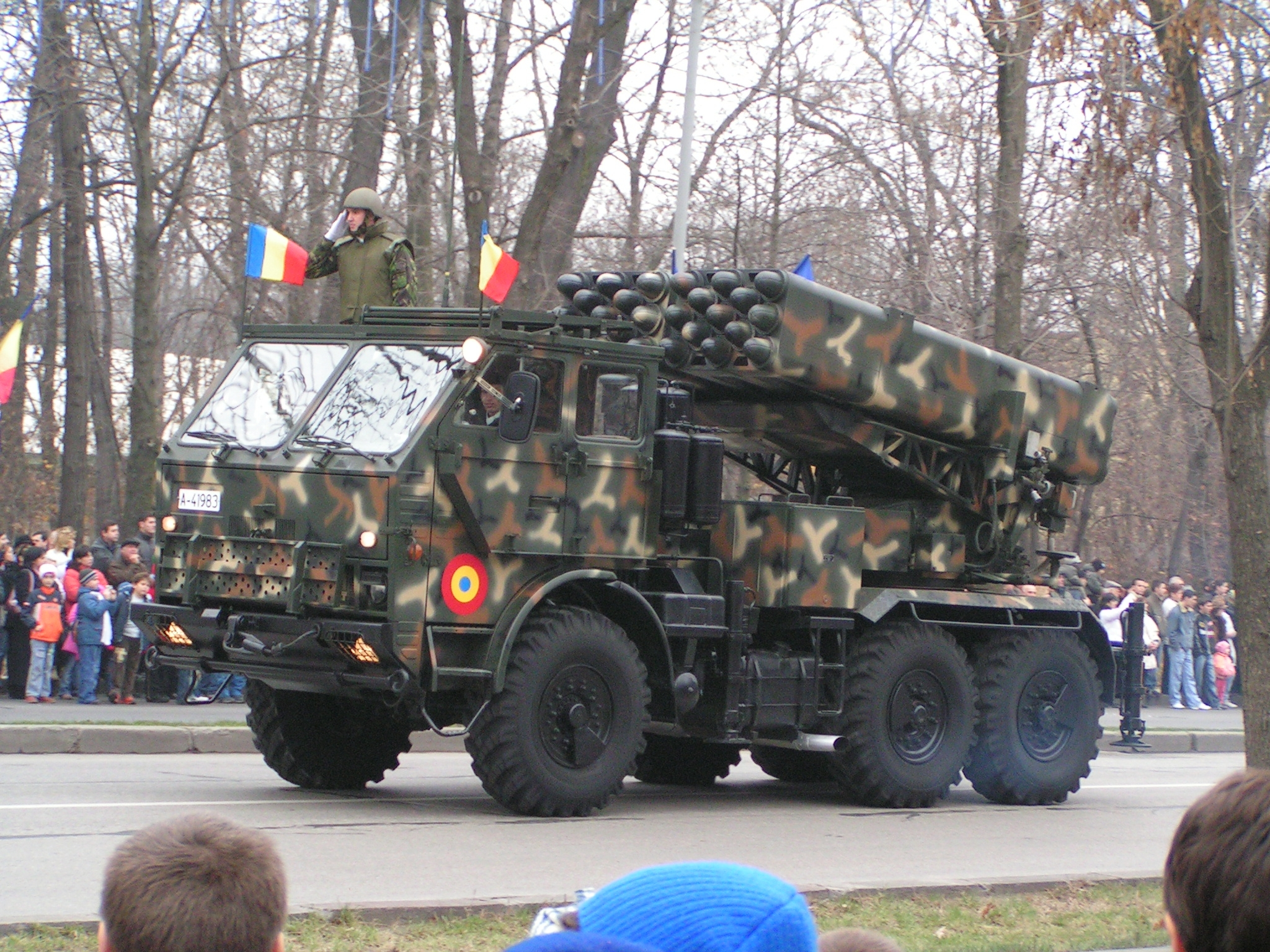
LAROM

- LAROM（英語版） - 122mmなら40連装、160mmなら26連装

#### ロシア（旧ソ連）
- BM-14 - 16連装、17連装
- BM-21 - 40連装
  - BM-21B - 36連装
  - BM-21V - 12連装
- BM-24 - 12連装
- BM-25 - 6連装
- BM-27 ウラガン - 16連装
- BM-30 スメーチ - 12連装
- TOS-1 - 24連装、30連装
- タルナード
  - 9A52-4 タルナード - 6連装
  - 9A53-G タルナード - 30連装、40連装
  - 9A53-U タルナード - 12連装、16連装
  - 9A53-S タルナード - 8連装、12連装
- TOS-2 - 18連装